# Sockerrörsplantagen i Koloa
Sockerrörsplantagen i Koloa var en av de första plantagerna i ögruppen Hawaii som blev kommersiellt framgångsrika. Plantagen grundades i Kōloa på ön Kauai år 1835 av Ladd & Company. Detta var början på det som skulle bli Hawaiis största industri. Byggnaden blev ett nationellt historiskt landmärke den 29 december 1962. En skorsten i sten samt husgrunder från 1840 återstår numera. 

## Bildgalleri

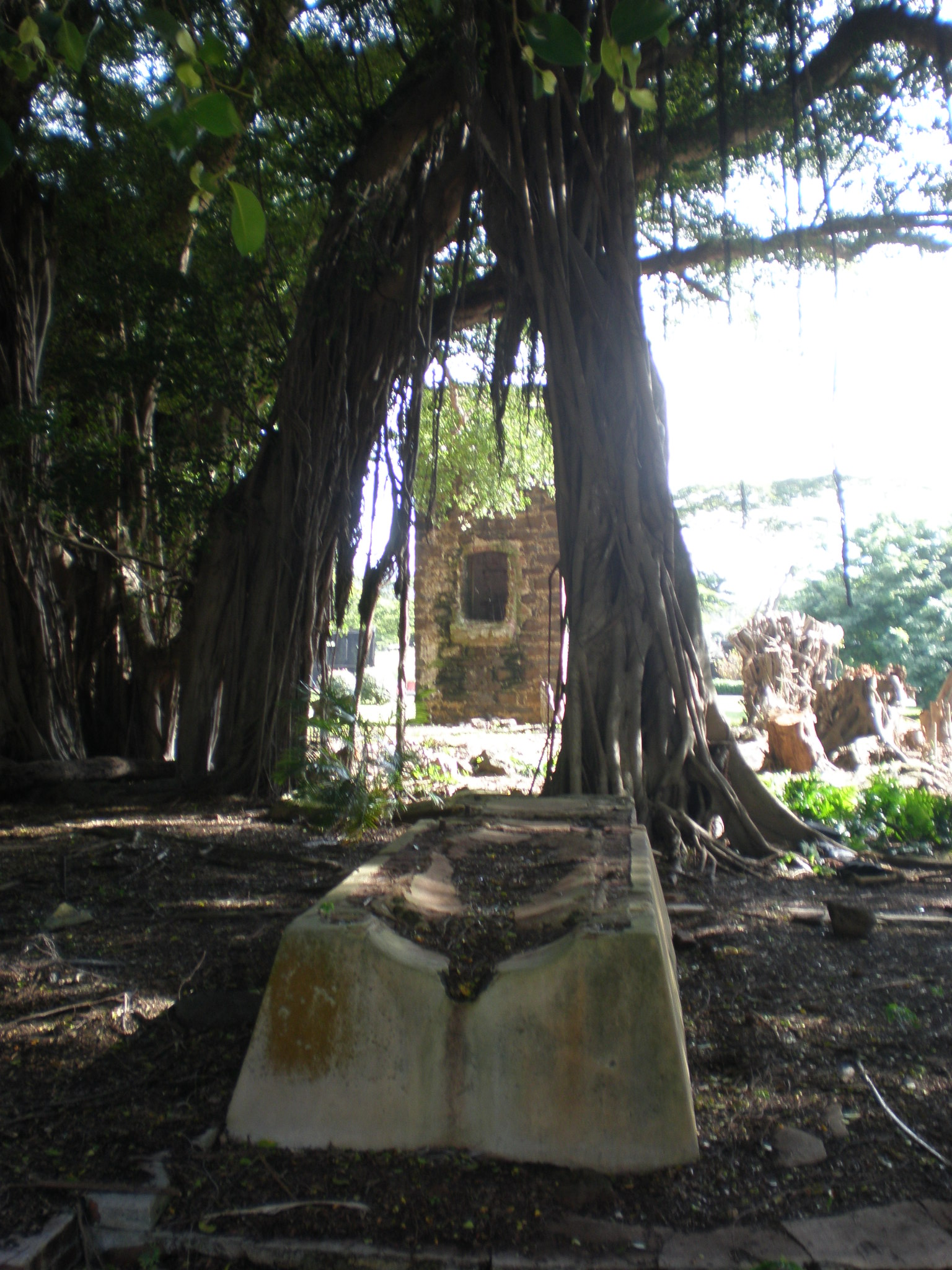
Rester av den gamla anläggningen.
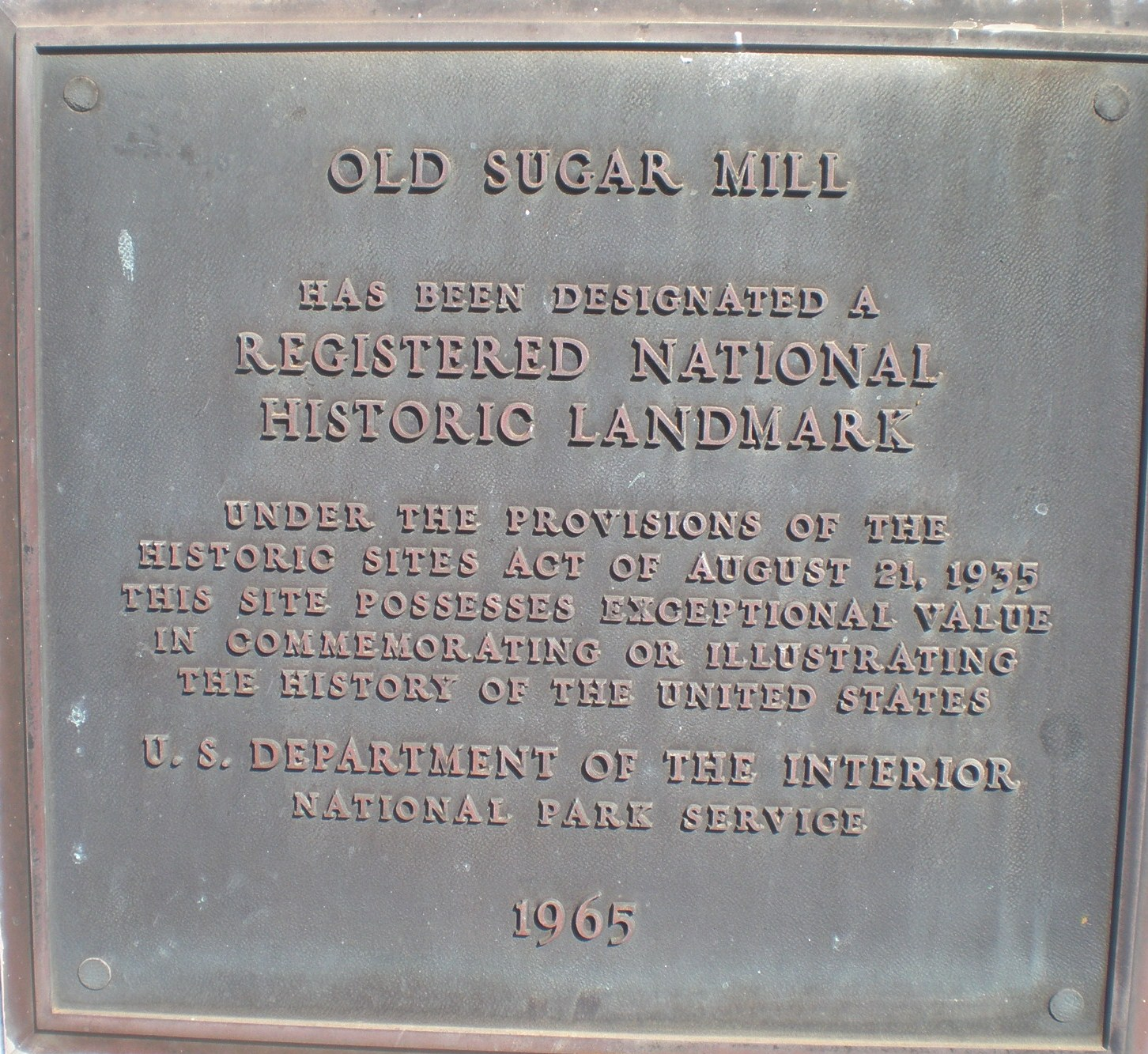
National Historic Landmark, minnesmärke från 1965.
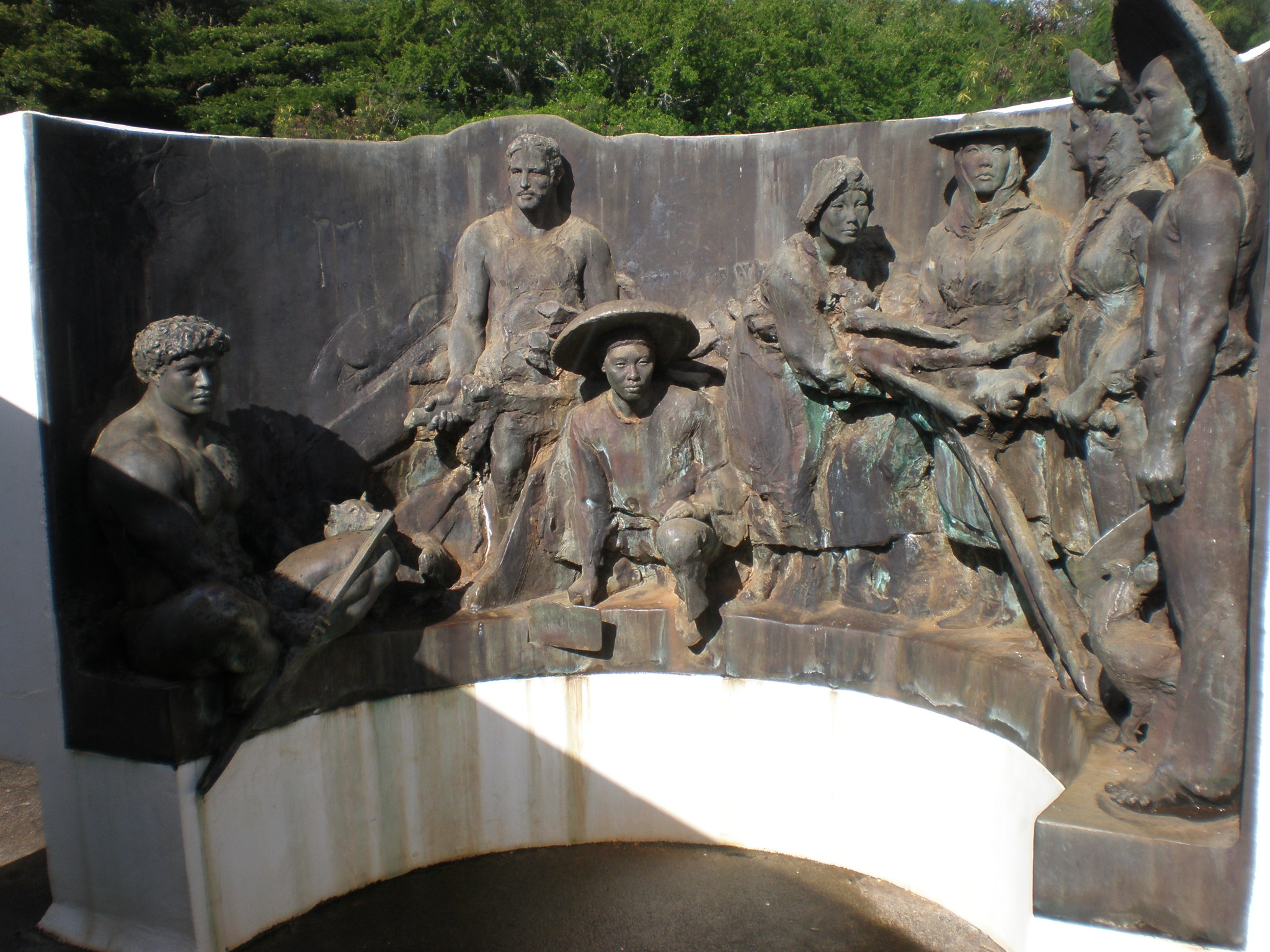
Bronsskulptur av Jan Gordon Fisher.
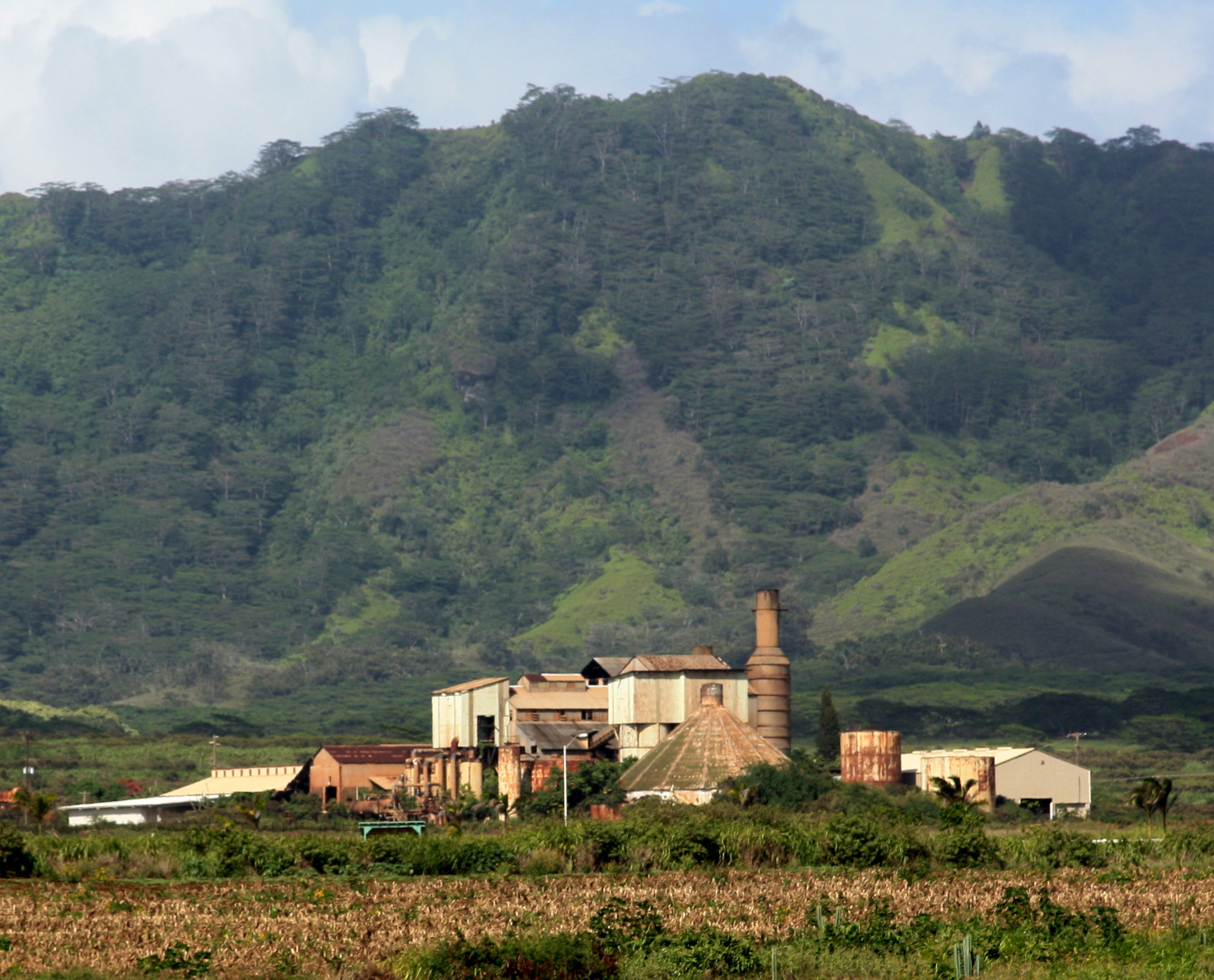
Kōloa Sugar Mill som uppfördes senare, men nu är övergiven.